# Reczyce (województwo łódzkie)
Reczyce – wieś w Polsce położona w województwie łódzkim, w powiecie łowickim, w gminie Domaniewice.
W latach 1975–1998 miejscowość położona była w województwie skierniewickim.